# Persea cinerascens
Persea cinerascens är en lagerväxtart som beskrevs av Joseph Blake. Persea cinerascens ingår i släktet avokador, och familjen lagerväxter. Inga underarter finns listade i Catalogue of Life.